# Fluïdum
Een fluïdum is een uitvloeiende stof. Het is een medium dat bij een constante temperatuur en druk een welbepaalde massa en volume heeft, maar geen vaste vorm. Het kan daarbij gaan om gassen, vloeistoffen, plasma's, en tot op zekere hoogte vaste stoffen die zich plastisch gedragen.
Een fluïdum kan stromen en vervormen, waardoor het in een statisch evenwicht geen belastingen kan dragen. Meestal wordt een fluïdum als continuüm beschouwd en wordt er met de afzonderlijke fluïdumdeeltjes geen rekening gehouden. Deze interpretatie houdt ook in dat er geen tot zeer kleine tangentiaalkrachten aanwezig zijn tussen de fluïdumdeeltjes. Bij een ideaal fluïdum zijn er geen inwendige wrijvingskrachten en wordt het fluïdum onsamendrukbaar geacht.
In werkelijkheid is een fluïdum altijd samendrukbaar en treden er ten gevolge van de viscositeit van het fluïdum altijd inwendige wrijvingskrachten in op.